# Kanuslalom-Weltmeisterschaften 2018
Die Kanuslalom-Weltmeisterschaften 2018 fanden vom 25. bis 30. September 2018 in Rio de Janeiro in Brasilien statt. Veranstaltet wurden die Weltmeisterschaften vom Internationalen Kanuverband (ICF).

## Ergebnisse

### Männer

#### Canadier
| Wettbewerb | Gold                                                     | Silber                                          | Bronze                                                         |
| C-1        | Franz Anton                                              | Ryan Westley                                    | Sideris Tasiadis                                               |
| C-1 Team   | SlowakeiMatej Beňuš Alexander Slafkovský Michal Martikán | SlowenienAnže Berčič Luka Božič Benjamin Savšek | Vereinigtes KönigreichAdam Burgess Ryan Westley David Florence |

#### Kajak
| Wettbewerb | Gold                                                                         | Silber                                              | Bronze                                           |
| K-1        | Hannes Aigner                                                                | Jiří Prskavec                                       | Pawel Eigel                                      |
| K-1 Team   | Vereinigtes KönigreichChristopher Bowers Bradley Forbes-Cryans Joseph Clarke | PolenMichał Pasiut Mateusz Polaczyk Dariusz Popiela | TschechienJiří Prskavec Vít Přindiš Ondřej Tunka |
| Extreme K1 | Christian de Dionigi                                                         | Boris Neveu                                         | Thomas Bersinger                                 |

### Frauen

#### Canadier
| Wettbewerb | Gold                                                                 | Silber                                                         | Bronze                                            |
| C-1        | Jessica Fox                                                          | Mallory Franklin                                               | Tereza Fišerová                                   |
| C-1 Team   | Vereinigtes KönigreichBethan Forrow Kimberley Woods Mallory Franklin | TschechienGabriela Satková Kateřina Havlíčková Tereza Fišerová | FrankreichClaire Jacquet Lucie Baudu Lucie Prioux |

#### Kajak
| Wettbewerb | Gold                                                     | Silber                                                  | Bronze                                                              |
| K-1        | Jessica Fox                                              | Mallory Franklin                                        | Ricarda Funk                                                        |
| K-1 Team   | FrankreichLucie Baudu Marie-Zélia Lafont Camille Prigent | DeutschlandRicarda Funk Jasmin Schornberg Lisa Fritsche | Vereinigtes KönigreichMallory Franklin Fiona Pennie Kimberley Woods |
| Extreme K1 | Ana Sátila                                               | Martina Wegman                                          | Polina Muchgalejewa                                                 |

### Mixed

#### Canadier
| Wettbewerb | Gold                                    | Silber                                 | Bronze                                 |
| C-2 Mixed  | PolenAleksandra Stach / Marcin Pochwała | FrankreichMargaux Henry / Yves Prigent | TschechienVeronika Vojtová / Jan Mašek |

## Medaillenspiegel
| Platz  | Land                   | Gold | Silber | Bronze | Gesamt |
| ------ | ---------------------- | ---- | ------ | ------ | ------ |
| 1      | Vereinigtes Königreich | 2    | 3      | 2      | 7      |
| 2      | Deutschland            | 2    | 1      | 2      | 5      |
| 3      | Australien             | 2    | -      | -      | 2      |
| 4      | Frankreich             | 1    | 2      | 1      | 4      |
| 5      | Polen                  | 1    | 1      | -      | 2      |
| 6      | Slowakei               | 1    | -      | -      | 1      |
| 6      | Brasilien              | 1    | -      | -      | 1      |
| 6      | Italien                | 1    | -      | -      | 1      |
| 9      | Tschechien             | -    | 2      | 3      | 5      |
| 10     | Slowenien              | -    | 1      | -      | 1      |
| 10     | Neuseeland             | -    | 1      | -      | 1      |
| 12     | Russland               | -    | -      | 2      | 2      |
| 13     | Argentinien            | -    | -      | 1      | 1      |
| Gesamt | Gesamt                 | 11   | 11     | 11     | 33     |